# Cho Oyu
Il Cho Oyu (la Dea Turchese) con i suoi 8201 m s.l.m., è la sesta montagna più elevata della Terra, situato sul confine tra Cina e Nepal, all'interno della catena dell'Himalaya e distante circa 20 km ad ovest dell'Everest.

## Ascensioni
È stato il quinto ottomila a essere scalato (1954), dopo l'Annapurna I (1950), l'Everest (1953), il Nanga Parbat (1953) e il K2 (1954). Proporzionalmente, è considerato l'ottomila meno impegnativo, ed è quello che presenta il tasso di mortalità più basso. Per queste sue caratteristiche, e per la facilità di accesso al campo base, è anche l'ottomila che registra il maggior numero di scalate effettuate, subito dopo l'Everest.
(Mario Biondi, Con il Buddha di Alessandro Magno, pp. 279 - 280)

### Primi tentativi
Nel 1951 gli alpinisti Tom Bourdillon e William Hutchinson Murray, facenti parte di una spedizione inglese guidata da Eric Shipton, raggiunsero il colle Nangpa La nelle vicinanze del Cho Oyu dal lato cinese. La spedizione aveva come scopo principale l'esplorazione dell'Everest, e il Cho Oyu fu un obiettivo secondario.
Nel 1952 le pareti del Cho Oyu e alcune vette circostanti furono esplorate nuovamente da una spedizione inglese, sempre guidata da Shipton. Vi facevano parte, tra gli altri, gli alpinisti Edmund Hillary, George Lowe, Tom Bourdillon, Charles Evans e Alfred Gregory. Fu scelto il Cho Oyu in seguito al mancato permesso per l'Everest, ma la spedizione fu comunque utilizzata come allenamento per la salita dell'Everest dell'anno successivo, che sarebbe stato un successo per Hillary e Tenzing Norgay. Fu esplorata sia la parete sud-est, nepalese, da parte di Evans e Gregory, che la parete nord da Hillary e Lowe.

### Prima ascensione
La prima ascensione fu compiuta il 19 ottobre 1954 dagli austriaci Herbert Tichy, Joseph Jöchler e dallo sherpa Pasang Dawa Lama, lungo il versante nord ovest. La spedizione diventò famosa per l'utilizzo dello stile alpino senza ossigeno, in netto contrasto con lo stile pesante dell'epoca.

### Prima ascensione femminile
La prima ascensione femminile fu realizzata il 13 maggio 1984 da Věra Komárková e Dina Štěrbová, facenti parte di una spedizione cecoslovacca. Komárková aveva già salito in prima femminile l'Annapurna I nel 1978.

### Prima ascensione invernale
La prima ascensione invernale fu compiuta il 12 febbraio 1985 da Maciej Berbeka e Maciej Pawlikowski (via ripetuta tre giorni dopo da Andrzej Heinrich e Jerzy Kukuczka), facenti parte di una spedizione polacca.

### Altre salite
Nel seguente elenco sono riportati gli altri eventi più significativi riguardanti il Cho Oyu.
- 1958 Seconda ascensione da parte di una spedizione indiana. Curiosamente Pasang Dawa Lama è ancora summiter, giungendo in vetta per la seconda volta.
- 1959 Quattro donne perdono la vita nel corso di una sfortunata spedizione internazionale femminile durante il periodo invernale.
- 1978 Gli alpinisti austriaci Eduard Koblmüller e Alois Furtner compiono la salita dell'estremamente difficile versante sud-est.
- 1983 Reinhold Messner traccia una linea nuova di salita nel corso della sua quarta esperienza sulla montagna.
- 1993 Marianne Chapuisat è la prima donna a scalare un 8 000 in inverno.
- 1994 Prima salita solitaria lungo la via sud ovest ad opera del giapponese Yasushi Yamanoi.[12]
- 2009 L'11 maggio Denis Urubko e Boris Dedeško aprono una nuova via sulla parete sud-est. Per Urubko si tratta del quattordicesimo ottomila.[13] La salita viene premiata con il Piolet d'Or 2010.[14]
- 2010 Il 3 ottobre l'alpinista trentino Walter Nones è morto durante il tentativo di apertura di una nuova via sul versante sud-ovest, intorno ai 7 000 metri. Nones è stato trovato senza vita in fondo a un dirupo. I particolari dell'incidente non sono conosciuti, essendo solo l'alpinista al momento della caduta, avvenuta forse per lo staccarsi di una valanga o di una lastra di ghiaccio.[15][16]

## Discese in sci e snowboard
- 2009 Il 24 settembre Marco Galliano è il primo italiano a discendere il Cho Oyu in snowboard.[17]
- 2011 il 4 ottobre Fabio Beozzi realizza la prima discesa in sci del versante Messner da 8100 m, 100 metri prima della vetta a causa di un principio di congelamento.[18]
- 2013 il 30 settembre Mario Monaco effettua la prima discesa italiana integrale in sci dalla vetta.[19]

## Galleria d'immagini

La parete nord-ovest, cinese
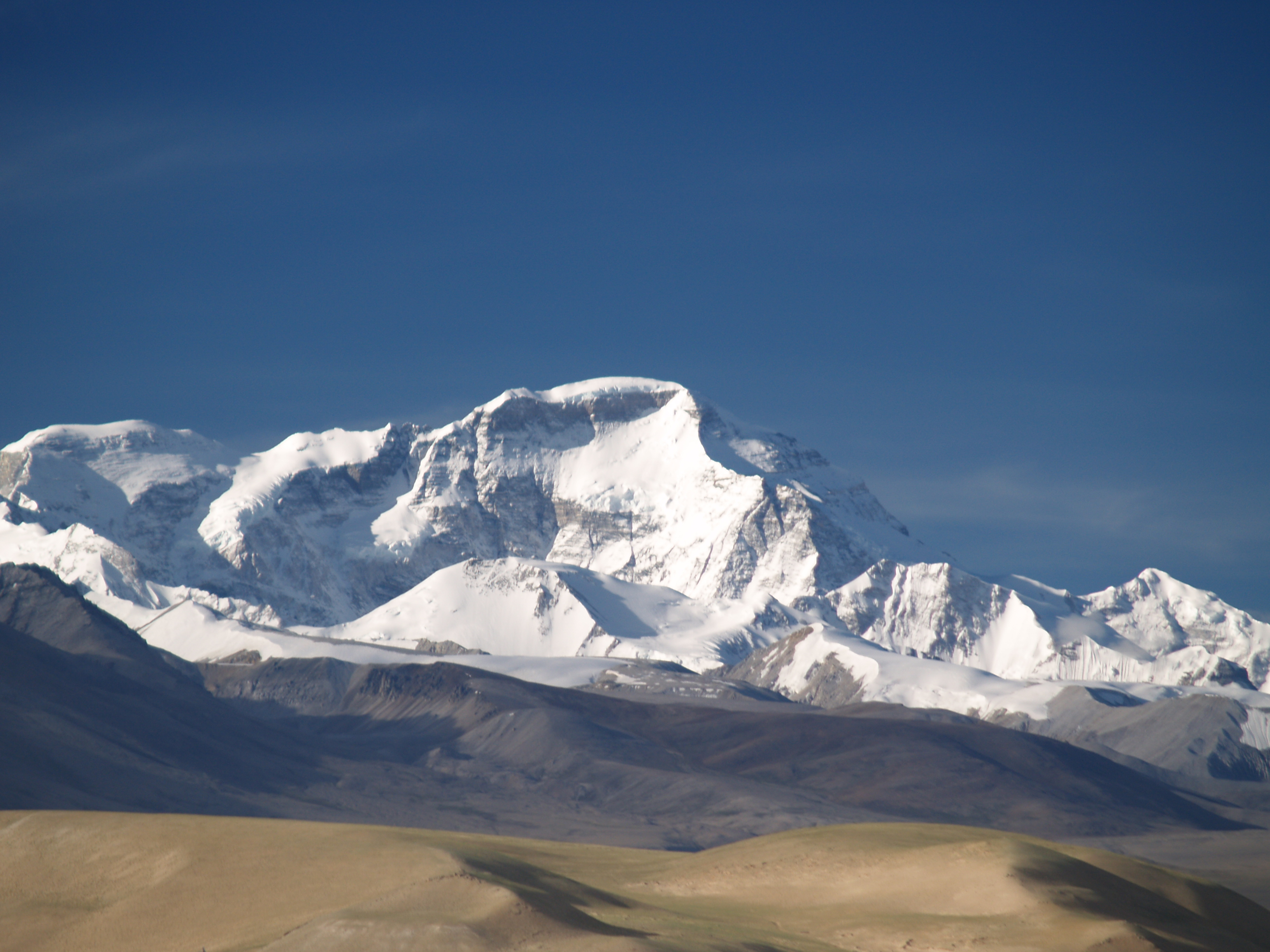
La parete nord, cinese
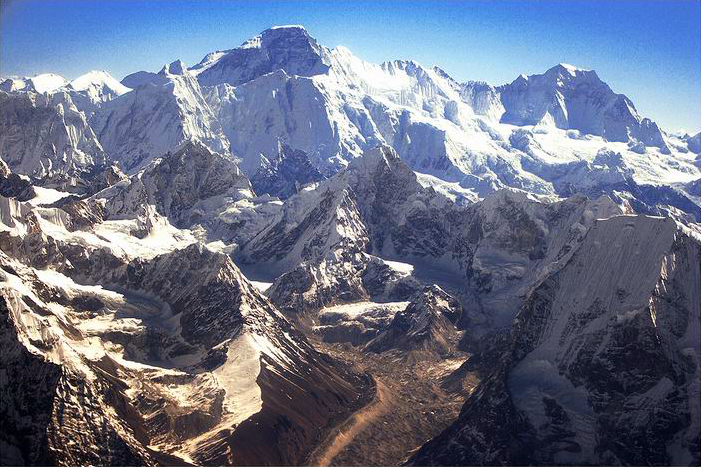
La parete sud-ovest, al centro, cinese
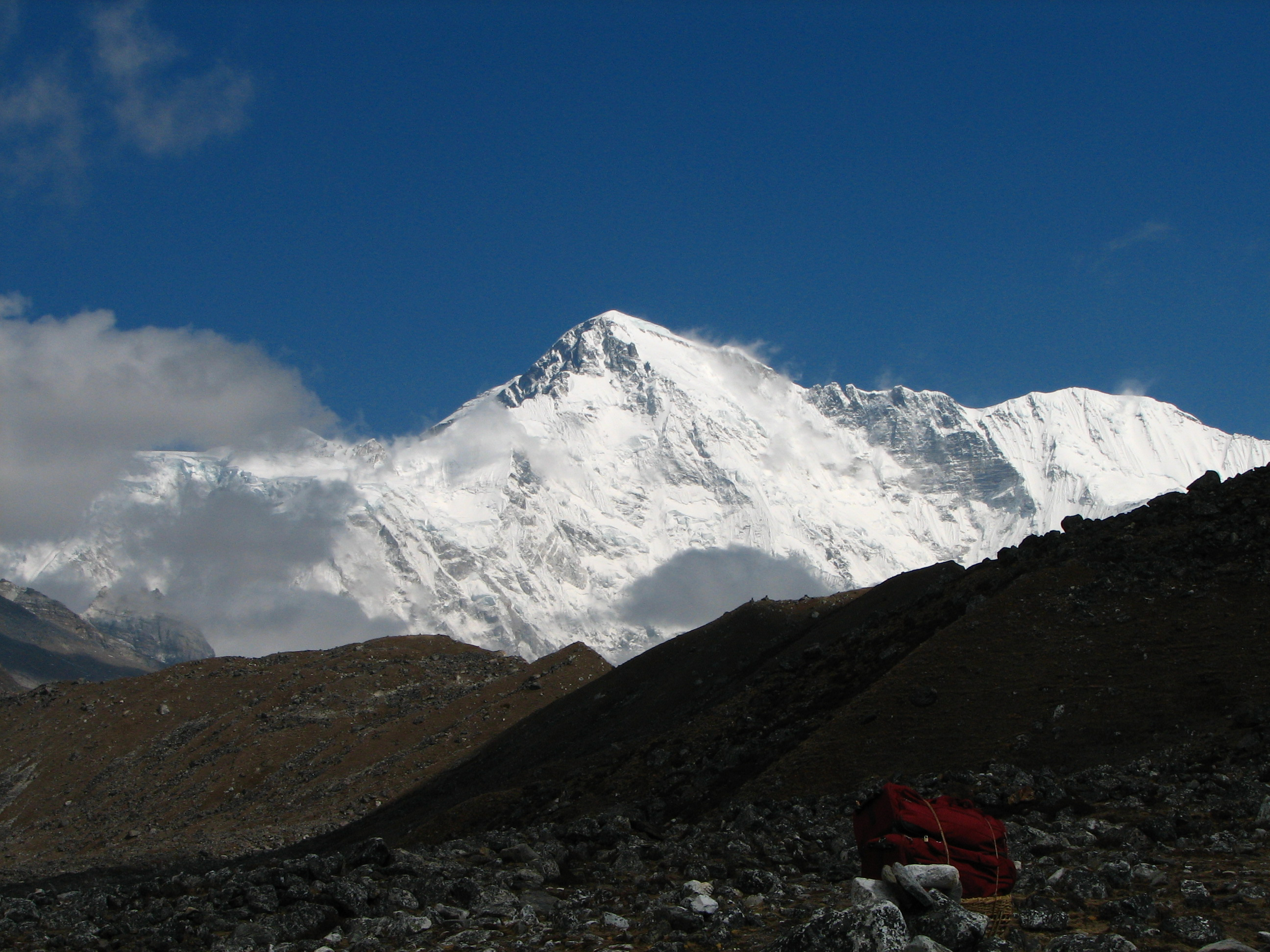
La parete sud-est, nepalese